# مایک پولچلوپک
مایک پولچلوپک (انگلیسی: Bart Gunn؛ زادهٔ ۲۷ دسامبر ۱۹۶۵) ورزشکار هنرهای رزمی ترکیبی و کشتی‌گیر کشتی حرفه‌ای اهل ایالات متحده آمریکا است.